# 안와르 알아울라키

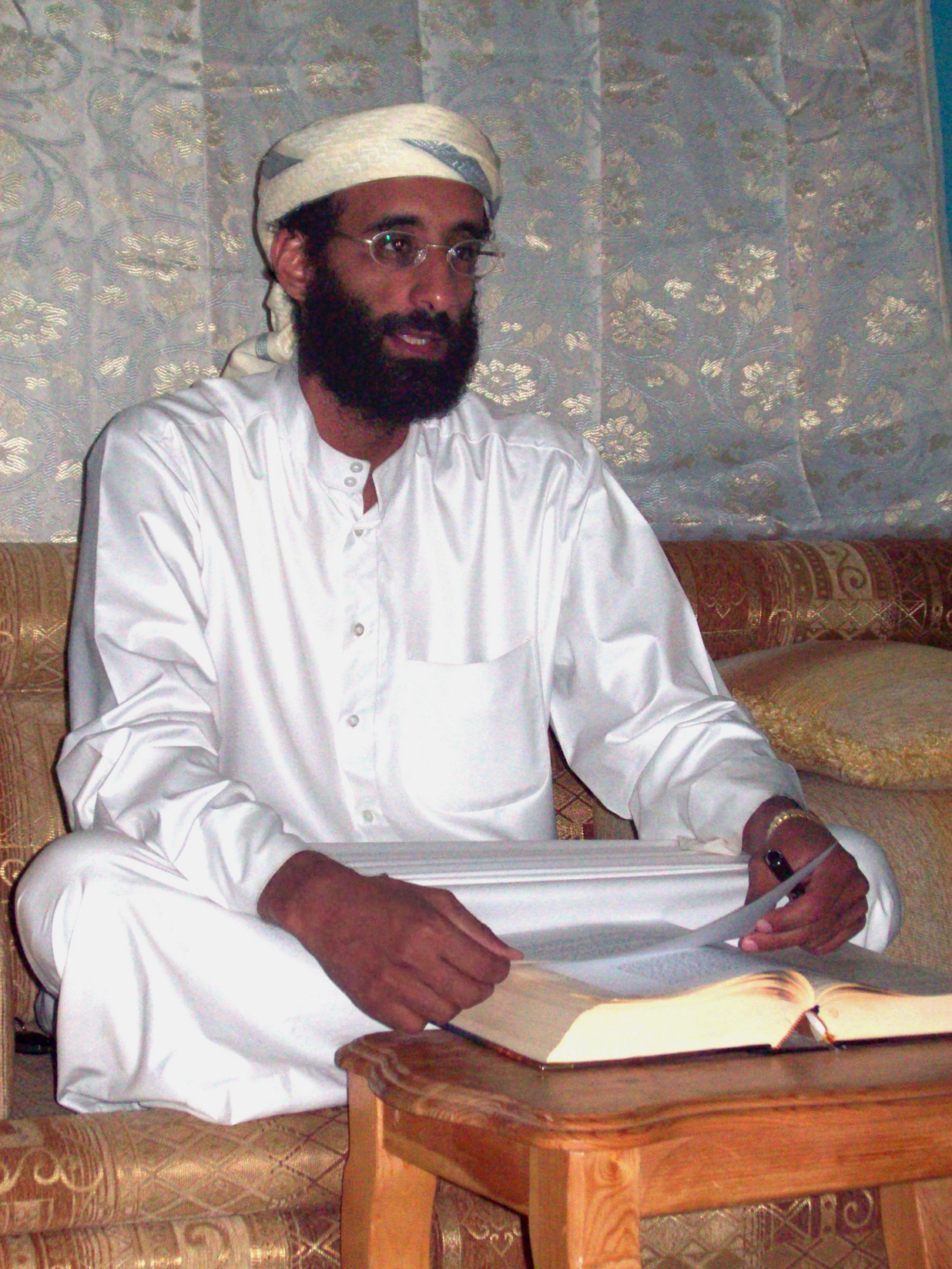
안와르 알 아울라키

안와르 알아울라키(영어: Anwar al-Awlaki, 아랍어: أنور العولقي, 1971년 4월 21일 ~ 2011년 9월 30일)는 알카에다의 핵심 인물로서, 예멘계 미국인이다.

## 죽음
2011년 5월 5일 미국은 예멘에서 자동차에 타고 있던 안와르 알아울라키를 무인기 공격으로 사살하려 했으나 실패했다.
그 뒤 2011년 9월 30일 알아울라키는 예멘에서 무인기로 사살되었다.